# Iconolingüística
Amb el terme iconolingüística, o icono-lingüística, es designa principalment l'estudi del llenguatge visual (també anomenat llenguatge de la imatge o llenguatge icònic), des de diverses perspectives científiques cognitivistes, fonamentalment a partir dels criteris i conceptes contemporanis de l'antropologia cultural i de la teoria de la imatge. Aquesta especialitat s'inscriu en el marc general de les ciències socials. La primera referència específica a la iconolingüística pròpiament dita va aparèixer per primera vegada en El llibre de la imatge, de Juan Carlos Sanz, publicat en 1996, però aquest autor havia desenvolupat ja el concepte de iconolingüística en les primeres edicions del llenguatge del color, publicada en 1985, i del llibre del color, publicada en 1993.

## El concepte d'imatge
El concepte iconolingüístic de la imatge és el d'un complex d'elements visuals amb cert grau de rellevància, la qual cosa porta a pensar en una representació que manifesta (o que tendeix a expressar) l'aparença d'una cosa, encara que no totes les imatges compleixen aquesta condició. D'altra banda, el sentit majoritari sobre aquest tema correspon al de l'aparença visual, per la qual cosa el terme sol entendre's com a sinònim de representació visual; no obstant això, cal considerar també l'existència d'imatges auditives, olfactòries, tàctils, sinestèsiques, etcètera. Aquesta concepció general contempla les diferents classes de fenòmens icònics (imatges mentals, creades, reproduïdes, etcètera).
Els estudis iconolingüístics dels processos visuals i dels usos expressius i comunicatius es refereixen tant a la dimensió visual de la interacció llenguatge-pensament-cultura com als llenguatges de la imatge fixa i els de la imatge en moviment, així com als específics de cada activitat artística, de disseny o de comunicació a través dels quals s'imaginen, es creen o es reprodueixen les imatges per mitjà d'aquests llenguatges o mitjançant la seva intervenció en alguna mesura.
Des de la perspectiva general de la iconolingüística, el llenguatge visual és un sistema de representacions mitjançant el qual imaginem, pensem visualment, ens comuniquem per mitjà de símbols i signes icònics i desenvolupem la nostra cultura visual. Les imatges que constitueixen el llenguatge visual poden ser tan simples com la representació estàtica que podria conformar-se mitjançant una color vermella puntiforma centrat en un espai blanc rectangular, o bé tan complexes com la descripció cinematogràfica d'una peregrinació històrica. Aquest procés sempre es troba contextualitzat, en el seu estrat més superficial (conscient), respecte al patrimoni iconolingüístic subjacent en la cultura a la qual cada persona pertany.
Aquesta perspectiva suposa que, siguin molt simples o extremadament complexes, les imatges mitjançant les quals ens comuniquem visualment es manifesten a través d'un aspecte sensorial (significant) i posseeixen un sentit (significació). Tant en l'aspecte visual de la manifestació com en el sentit de la imatge podem apreciar una forma i una substància. La substància del significant de la imatge pot estar composta de color, forma i moviment, o bé, com a mínim, només pel color (a vegades només representat per la grisura), mentre que la forma del mateix és determinada per una integració d'aquests tres elements, entre ells mateixos i respecte a uns altres. La forma de la significació icònica es troba constituïda pels diferents factors determinants d'una integració conformativa, configurativa o compositiva de sentit, més o menys complexa, així com per la relació amb altres factors pertanyents també al mateix llenguatge visual; en canvi, la substància de la significació de la imatge és la idea o concepte (o bé una altra imatge, per analogia) que s'identifica amb el sentit icònic.
En els estudis iconolingüístics, el concepte general de la mena de relació entre el significant i la significació de la imatge no és semiològic sinó psicoantropològic. Això implica que en tots els casos en què el vincle entre tots dos plans és intrínsec, la imatge es considera com a símbol, mentre que en aquells casos en els quals aquest vincle és extrínsec (convencional o arbitrari), la imatge és considerada com a signe.

## Àrees d'estudi
Les principals àrees d'aquesta disciplina són: cromàtica, cromatologia iconolingüística, cromosintaxi, teoria de la forma, conformació iconogràfica, iconografia general, iconosintaxi i iconologia general.
La cromàtica estudia la substància del significant icònic en el nivell més bàsic, és a dir, purament cromàtic, ja que el color és considerat com l'element més essencial de la substància de la imatge. La Cromàtica comprèn els diferents estudis de la Ciència del color en els quals s'investiga la percepció visual respecte a l'aparença del color com a element aïllat o com a constituent d'un colorit simple (i no identificable en cap inventari cromatològic en particular).
La cromatología iconolingüística estudia la forma del significant icònic al nivell més essencial, exclusivament com a color isisolada compresa en un inventari cromatològic determinat, mentre que la cromosintaxis (o sintaxi del color) estudia la forma del significant de la imatge en el nivell superior de complexitat més immediat, la qual cosa porta amb si focalitzar la fenomenologia de les interaccions de la color en els diversos colorits compresos en un inventari cromosintàctic.
Els diferents nivells de complexitat en l'estudi de la forma del significat icònic són els que corresponen a la conformació, a la configuració i a la composició icònica, dels quals s'ocupen, respectivament, la teoria de la forma, la iconografia general i la iconosintaxi. Finalment, la iconología general estudia la substància de la significació de la imatge.